# قانون إدارات الخزانة والتدقيق لعام 1866
قانون إدارات الخزانة والتدقيق لعام 1866 هو قانون البرلمان البريطاني الذي يجب بموجبه دفع معظم الإيرادات من الضرائب وجميع الأموال الأخرى المستحقة لخزانة الأموال في الصندوق الموحد.
القانون «أنشأ دورة مساءلة للأموال العامة»: أذن مجلس العموم بالإنفاق العام، بينما كان المال العام يخضع لرقابة المراقب المالي والمدقق العام الذي كان مسؤولاً أيضًا عن تدقيق الحسابات المالية التي تنتجها كل دائرة حكومية. لجنة الحسابات العامة التي أسسها وليم غلادستون في عام 1861، تم تعيينها للإشراف على عمل المراقب المالي.

## المراقب المالي والمراجع العام
جمع القانون بين وظائف وظيفتين تاريخيتين:
- المراقب العام للخزانة: الذي سمح بإصدار الأموال العامة للإدارات منذ عام 1834.
- مفوضي المراجعة: الذين قدموا تقليديًا حسابات الحكومة إلى الخزانة.

بموجب أحكام القانون، استمر «المراقب المالي والمراجع العام» في تفويض إصدار الأموال للإدارات (وظيفة المراقب المالي) وتم تكليفه بمهمة جديدة تتمثل في فحص حسابات الإدارات وإبلاغ النتائج إلى البرلمان.